# مزراك (صاروخ)
مِزراك (بالتركية: Mızrak-O)  هو صاروخ موجه مضاد للدروع متوسط المدى تركي طورته شركة روكيتسان. يعني الحربة بالعربية، وهو معروف أيضًا باسم «أومتاس» OMTAS (Orta Menzilli Tanksavar Sistemi).
يحتوي نظام مِزراك على أنواع مُختلفة من أحدث التقنيات، وهو فعال ضد التهديدات المدرعة الحديثة في ساحة المعركة.

## التصميم
صاروخ مِزراك هو أيضًا نظام متكامل عبارة عن الصاروخ، ومنصة إطلاقه مع وحدة التحكم في إطلاق النار، والحامل وجهاز محاكاة التدريب. الهدف منه تدمير الأهداف المدرعة الثابتة والمتحركة. يمكن أن يتم إطلاق الصاروخ من حامل ثلاثي القوائم، أو مركبة، أو منصة أرضية مستقرة، أو برج تحكم عن بُعد. يحتوي الصاروخ على نوعين من الرؤوس الحربية القابلة للاختيار للاستخدام، الرؤوس الحربية شديدة الانفجار المضادة للدبابات (HEAT) والرؤوس الحربية شديدة الانفجار (HE). تم تصميم الرأس الحربي الحراري المزدوج لمقاومة دروع الدبابات القتالية الرئيسية الحديثة والرأس الحربي المتشظي HE لمهاجمة مواقع المشاة والمركبات الخفيفة أو غير المُدرعة. يمُكن للنظام استخدام كاميرا التصوير الحراري.
يتميز النظام بقدرة العمل في جميع الأحوال الجوية ليلاً ونهارًا، ووضع الهجوم المباشر ووضع الهجوم العلوي، وتبديل الأهداف أثناء الطيران، وإطلاق النار من خلف حائط، وإطلاق النار والنسيان، وإطلاق النار والتحديث. يمكن تحديث نقطة قصف الهدف أثناء الطيران. يتم توفير جهاز البحث بالأشعة تحت الحمراء  من قِبل شركة دفاع تركية أخرى وهي شركة Aselsan . لا تزال معلومات اختراق الدروع للرأس الحربي HEAT سريًا ولكن يمكن افتراض أنه لا يقل عن 1000 مم خلف الدروع التفاعلية المتفجرة (ERA) ويمكن أن تكون أكثر فتكًا بفضل نطاقها الأوسع الذي يبلغ 160 مم قطرها.

## استبدال
من المرجح أن يحل مِزراك محل 152 الحالي بي جي إم-71 تاو عيار 152
 مم وصاروخ 103 مم ميلانو في الخدمة التركية. اعتبارًا من 2021 ، يعد صاروخ مِزراك أكبر صاروخ هجومي علوي تم تطويره من قبل دولة عضو في حلف شمال الأطلسي.

## المستخدمون
تركيا: القوات المسلحة التركية.
 كوسوفو: قوة أمن كوسوفو.